# 小さな政府
小さな政府（ちいさなせいふ、英: Limited government）とは、政府による市場への介入を可能なかぎり減らし民間に経済活動を委ねることで、経済成長を促進しようとする思想または政策である。軍隊・司法などの民間で賄えないものを除き、経済に対する国家の介入は自由競争を制限して市場の働きを損ねるものと考えるため、最小国家とも呼ぶ。

## 概要
基本的に税金や社会保障費などの国民負担率を低くする代わりに、少ない歳出・経済への介入を志向する。市場の失敗などが起きず民間でも問題なく運営・供給可能な事業においては、極力民間に行わせることを目指す。自由放任主義の立場から、アダム・スミスは従来の特権商人を保護する重商主義を批判し、国家が経済活動に干渉せずに自由競争・自由貿易・分業が行われれば最終的に豊かさは増大すると述べた。
「小さな政府」では、国営事業の民営化(privatization)や、規制緩和、国有資産の売却などを目指す。背景には、第二次大戦後の傾斜生産・護送船団方式や賃金物価管理政策、欧州での企業国有化政策など肥大した大きな政府による国家運営が行き詰まりを見せたからである。
1970年代に政府の硬直性による英国病など大きな政府をしている国家の経済低迷が批判の対象とされたことがある。石油危機とスタグフレーションの中で多くの批判にさらされるようになった。大きな政府で肥大した政府支出・公共事業で、政府の財政赤字が増えていく国家が多くなった。このような有効需要政策は、物価上昇や財政赤字をもたらすだけでなく、行政機構が肥大化した大きな政府を産み出した。更に、大きな政府の極致である共産主義国家が自由主義国家に経済で遅れをとり、また1991年にはソビエトの失敗が明らかとなり社会主義的な政策の不合理性を印象づけられたことで支持される要因となった。
「小さな政府」とは、中央政府でさえ需給などに関わる情報を収集する能力には限界があり、政府が介入するよりも市場に任せて価格メカニズムを活用する方が、より効率の高い資源の配分が達成できるという考え方に基づく。そのため、市場の価格メカニズムを乱すこととなる政府の介入は、公共財の供給などの市場の失敗への対処や経済安定化政策などの、政府にのみ適切に行い得るものに限定し、民間でできることは民間に委ねるべきだとしている。また選挙によって選ばれる政治家には放漫的な財政を行うのは容易だが緊縮的な財政を行うことは難しいというバイアスが掛かるため、財政は次第に肥大化していってしまうという政府の失敗を抑えることも目的とする。
グローバル経済の中で、計画経済で基盤を築いた後に先進国からの投資で発展途上国の経済成長がうながされた。その反面、先進国の代替不可人材以外の仕事は高いコストのために代替出来る発展途上国に仕事を奪われ、先進国の代替可能人材から不満が発生した。それでも、韓国・タイ・中国・ベトナムなど東アジアや東南アジアの途上国は大きな政府の計画経済・外資や民間企業への規制など政府による経済への規制緩和政策をとることで日本など先進国からの工場移転や投資を受けて、政府の経済への関与を減らす小さな政府に徐々にシフトしていくことで国民生活レベルや経済規模が大きく発展した。大きな政府運営には公特有の無駄と多大な国民課税負担、経済成長・競争を阻害する規制が欠点なため、小さな政府政策とのバランスが重要である。

## 歴史
国家を財政面でとらえた場合の呼称は国庫であるが、市民社会における経済運営と国庫の問題はルネサンス期のイタリアに体系化されたものと見られ、都市の経済運営のため税を担保とした公債が発行された。この慣習が神聖ローマ帝国の諸領域国家に広まり、租税収入を担保に国王が有力商人に公債を発行する慣習がなりたち、オランダでは市議会が皇帝の歳費を肩代わりする形で公債を引き受け課税権や徴税権を獲得してゆき、国富のうちで現実に近代的国民の全体的所有にはいる唯一の部分としての国債が成立した。

## 特徴
所得・資産が多い者は税負担が大きい割りに政府からの見返りが小さいため「小さな政府」を支持するが、逆に所得・資産が少ない者は税負担が小さい割りに政府からの見返りが期待できるため「大きな政府」を支持するとされている。ただし、富者・貧者ともに税金が無駄に使われたり、不公平に分配されたりすることは望まないため、税金の徴収方法や使い道が不公平・非効率であれば財政に不満を抱く者が多くなるとされている。
小さな政府は、企業・個人の競争が激化し、貧富の差を生むというマイナス面もある。「大きな政府」と「小さな政府」の間で、どのあたりが望ましいのか、つまり政府の最適規模を見つけることは不可能であるとされている。
経済学者の伊藤修は「日本は『小さな政府』であり、国民負担も低い」と指摘している。

## 議論
富の偏在や貧富の格差拡大、犯罪の増加、社会不安の増加、世代間にまたがる富の偏在と固定化、教育機会の不均衡、職業の世襲的独占など「スタートの平等」が担保されにくくなる事が問題と指摘される。しかしこの批判について、小さな政府推進の立場の人々からはトリクルダウン理論（先行して資産家や企業が富める事が、結果としてそこからしたたり落ちた富によって全体が潤うという考え方）によってこの問題は解決されると主張され、これらの議論は堂々巡りを繰り返してきた。
金融政策については、中央銀行の設置や通貨発行の独占を批判する議論が存在している (自由銀行制度)。

### 肯定論
- 大きな政府になると、官の非効率性や課税などによる資本蓄積、労働供給へのマイナス効果により、経済活動に抑制的な影響が及ぶ可能性がある[11]。
- 政府財政はつねに「経費膨張の法則」に曝されており、財政においては「財政需要膨張の法則」が働く。ケインズ政策の先駆ともいえるウィリアム・ペティ「租税貢納論」[注釈 1]（1662年）の時代のイギリスですでに国家経費の膨張あるいは冗費節減が指摘されていた[12]。

### 批判
- 国内に失業者があるなど資源が遊休している場合、その遊休資源を活用して政府が適切に事業を行うことが出来れば国富が拡大する可能性がある（→ケインズ経済学を参照）。とくに金融政策を中心とした積極的なマクロ経済安定化政策と、歳出削減・人員削減などを含めた小さな政府という方針は、必ずしも齟齬しない。
- 安定的に充分に提供すべきサービスの場合、自由な企業経営による競争に放任すれば、市場参加者は将来予測の不確実性を持ち、期待収益への不確実性から経済全体として充分な投資が行われない。このような場合は公的経営が長期的な「呼び水」になる可能性がある。
- 成員の圧倒的大部分が貧困で惨めであるような社会は、繁栄した幸福な社会ではありえない[13]。
- 人口千人あたりの公的分野における公務員数（地方公務員含む）[14] は日本が約42.2人、フランス約95.8人、アメリカ約73.9人、イギリス約78.3(フルタイム換算)人、ドイツ69.6人であり比較的少ない人数で日本を支えていることになる。こうした中での単純な国家公務員の頭数の削減は、行政処理能力の具体的な低下をもたらす可能性があり、また治安など国民の安全や地域経済に悪影響を与える恐れがある[15]。たとえば米国証券取引委員会は3798名（2007年）であるが、日本の証券取引等監視委員会は374名(2009年）である。日本の場合、消防団や民生委員など民間部門が無給で公的な役割を担う仕組みが整備されているが、近年はわずかな手当てで負担・責任を負うことになるこれら奉仕活動や地域の世話役活動が敬遠されるようになり、人手不足で行き詰まりに瀕している。